# Osiris-Schwertpflanze
Die Osiris-Schwertpflanze bzw. Uruguay-Schwertpflanze (Echinodorus uruguayensis Arechav., Syn.: Echinodorus osiris Rataj, als Echinodorus uruguayensis var. minor auch Echinodorus horemannii genannt) ist eine Sumpfpflanze aus der Familie der Froschlöffelgewächse (Alismataceae). Osiris' Schwertpflanze ist benannt nach der brasilianischen Wasserpflanzengärtnerei Lotus Osiris.

## Beschreibung
Es handelt sich um eine mittel- bis große und kräftig wachsende, mehrjährige, krautige Pflanze, die Rhizome ausbildet. Die elliptisch-lanzettlichen Blätter weisen einen gewellten Blattrand auf und wachsen aus einer Rosette hervor. Die Blattoberseite ist olivgrün bis rotbraun.

## Vorkommen
Das natürliche Verbreitungsgebiet dieser Pflanzenart ist Südbrasilien, Paraguay, Uruguay, Argentinien und das südliche und zentrale Chile.

## Nutzung
Wie die meisten anderen Arten der Gattung der Schwertpflanzen zählt auch die Osiris-Schwertpflanze zu den beliebten Aquarienpflanzen. Die Osiris-Schwertpflanze gilt dabei als besonders anspruchslose und anpassungsfähige Pflanze, mit einem mittleren bis hohen Lichtbedarf. Im Aquarium gedeiht diese Art am besten bei Temperaturen zwischen 18 und 26 Grad Celsius. Sie eignet sich als Mittel- und Hintergrund- sowie als Solitärpflanze. Aquarien sollten etwa einhundertfünfzig Liter fassen.